# ژیووانی سیو
ژیووانی-گی یان سیو (فرانسوی: Giovanni-Guy Yann Sio‎؛ زاده ۳۱ مارس ۱۹۸۹) بازیکن فوتبال اهل ساحل عاج است.
وی همچنین در تیم ملی فوتبال ساحل عاج بازی کرده‌است.